# Eulachnus mingazzinii
Eulachnus mingazzinii är en insektsart som beskrevs av Del Guercio 1909. Eulachnus mingazzinii ingår i släktet Eulachnus och familjen långrörsbladlöss. Inga underarter finns listade i Catalogue of Life.